# Élections législatives de 2016 dans le Territoire de la capitale australienne
Les élections législatives de 2016 dans le Territoire de la capitale australienne ont lieu le 15 octobre 2016 afin de renouveler les 25 sièges de l'Assemblée législative de la capitale australienne, Canberra.

## Système électoral

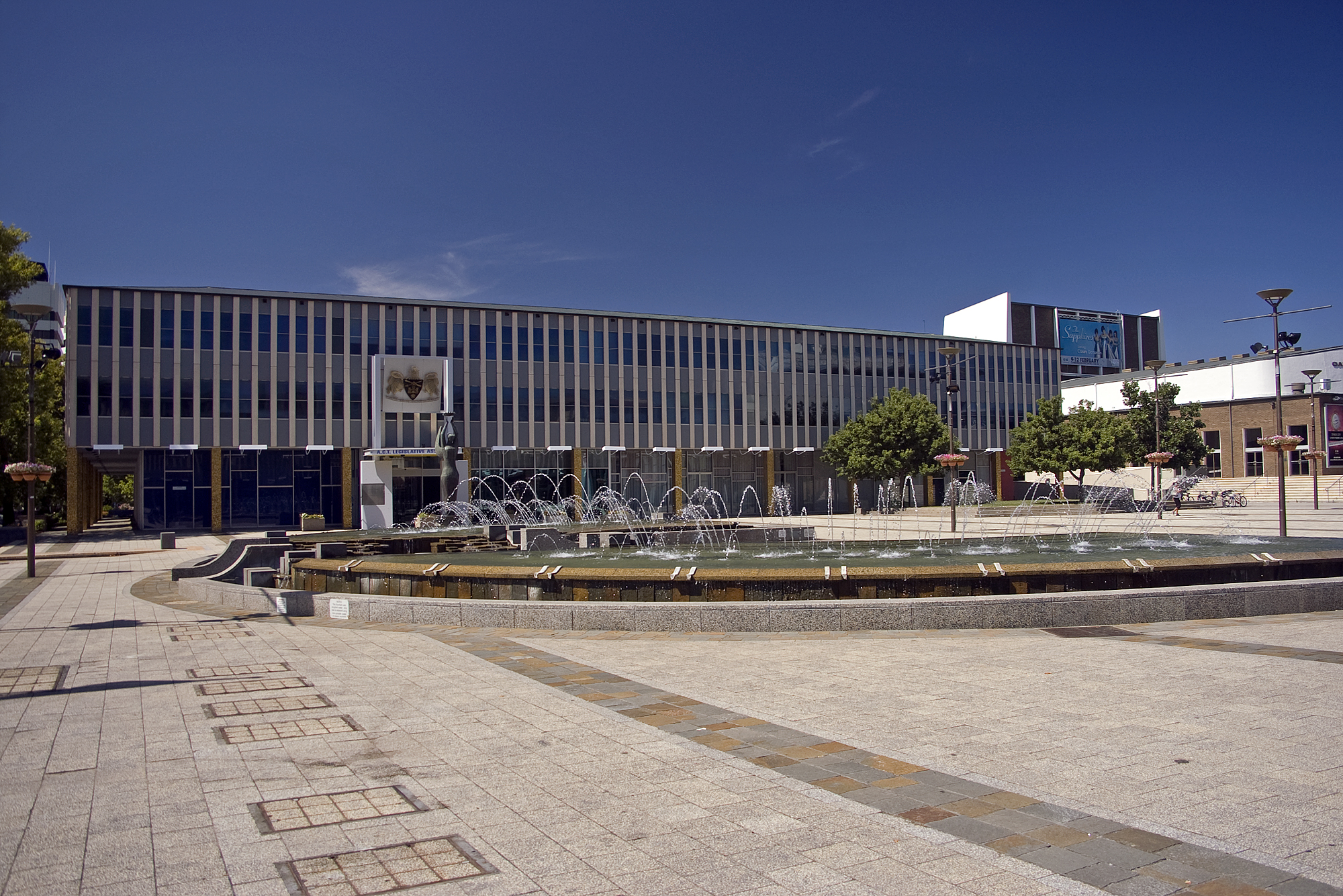
Le bâtiment de l'assemblée à Canberra.

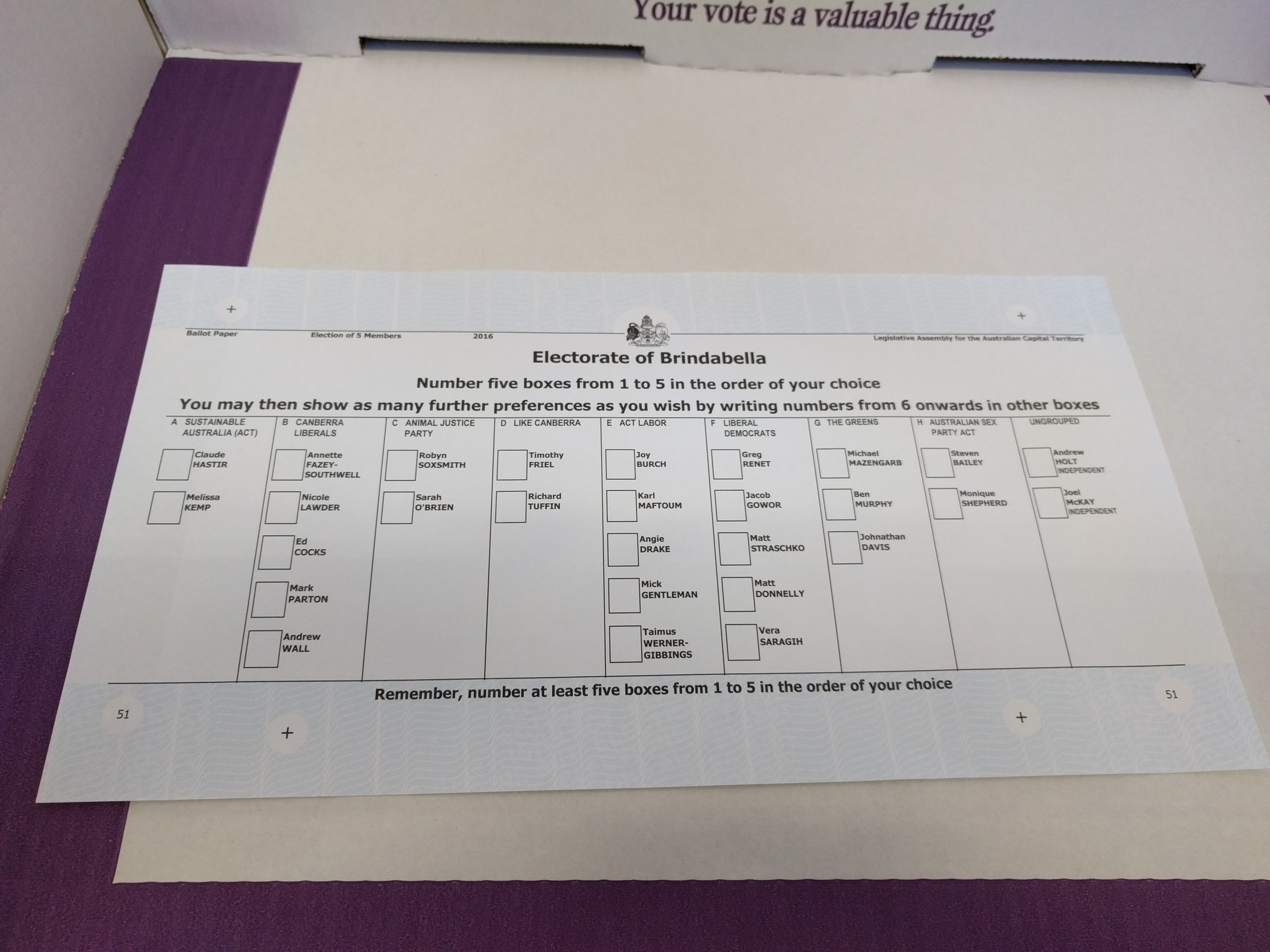
Exemple de bulletin de vote utilisé en 2016.

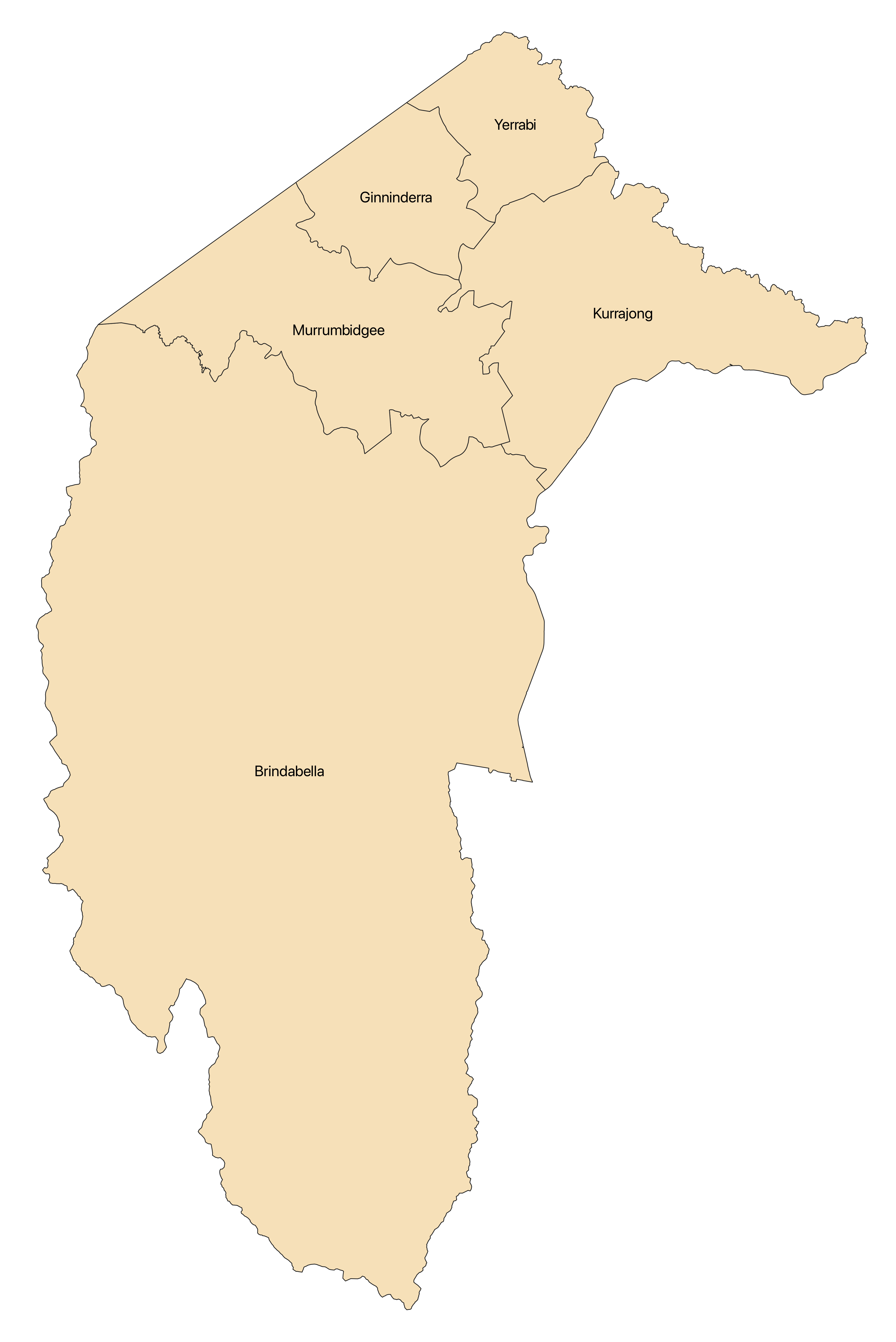
Carte des cinq circonscriptions.

L'Assemblée législative du Territoire de la capitale australienne est un parlement unicaméral doté de 25 sièges pourvus pour quatre ans à l'aide d'une forme modifiée du scrutin à vote unique transférable dans cinq circonscription électorales de cinq sièges chacune. Le scrutin utilisé, à finalité proportionnelle, est connu sous le nom de système électoral de Hare-Clark : les électeurs classent au moins autant de candidats que de sièges à pourvoir par ordre de préférences en écrivant un chiffre à côté de chacun de leur noms sur le bulletin de vote, 1 étant la première préférence. 
Dans la pratique, les candidats sont regroupés sur le bulletin de vote par partis, et les électeurs peuvent librement sélectionner l'ensemble des candidats de ce parti ou en sélectionner des candidats de partis différents. Les partis ne sont pas contraint de présenter autant de candidats que de sièges à pourvoir, et dans le cas de petit partis tendent à en présenter un nombre restreint afin de limiter la dispersion des voix de leurs électeurs. Contrairement à d'autres parties de l'Australie, les partis ne peuvent distribuer de pamphlet à l'entrée des bureaux de vote indiquant aux électeurs comment répartir leurs voix pour les soutenir.
Au moment du dépouillement, il est d'abord établi le quota de voix à atteindre par un candidat pour obtenir un siège en divisant le nombre de votes valides plus un par le nombre de sièges à pourvoir plus un. Les premières préférences sont d'abord comptées et le ou les candidats ayant directement atteint le quota sont élus. Pour chaque candidat élu, les secondes préférences de ses électeurs sont ajoutés au total des voix des candidats restants, permettant éventuellement à ces derniers d'atteindre à leur tour le quota. Si aucun candidat n'a atteint le quota dans la circonscription, ou qu'il reste des sièges à pourvoir après attribution des secondes préférences, le candidat arrivé dernier est éliminé et ses secondes préférences attribuées aux candidats restants. Si un candidat est élu ou éliminé et que ses secondes préférences vont à un candidat lui-même déjà élu ou éliminé, les préférences suivantes sont utilisées, et ainsi de suite. L'opération est renouvelée jusqu'à ce qu'autant de candidats que de sièges à pourvoir atteignent le quota. La particularité du système de Hare-Clark tient au calcul de la répartition de ces secondes préférences : celles ci sont ainsi divisées par le nombre total de premières préférences du candidat déjà élu. La répartition des sièges est ainsi faites à l'avantage des électeurs qui ne sont pas déjà représentés à l'assemblée par leur premier choix, ce qui, dans un système de parti, tend à une répartition proportionnelle. Cette proportionnalité du système électoral n'est cependant possible qu'en présence d'un grand nombre de préférences secondaires, au risque en leur absence de se transformer en scrutin majoritaire plurinominal. L'électeur doit par conséquent obligatoirement indiquer un minimum de cinq préférences. À défaut, son bulletin est considéré comme nul,.
Les élections de 2016 sont les premières depuis le passage en 2014 à cinq circonscriptions de cinq sièges, contre deux de cinq et une de sept auparavant.

## Forces en présences
Les formations ci-dessous sont les branches territoriales des partis nationaux.
| Parti Nom en anglais | Parti Nom en anglais                | Idéologie                                                  | Chef de file     | Résultat en 2012          |
| -------------------- | ----------------------------------- | ---------------------------------------------------------- | ---------------- | ------------------------- |
|                      | Parti travailliste Labor Party      | Centre gauche Social-démocratie, progressisme              | Andrew Barr      | 38,9 % des voix 8 députés |
|                      | Parti libéral Liberal Party         | Centre droit Libéral-conservatisme, libéralisme économique | Alistair Coe     | 38,9 % des voix 8 députés |
|                      | Verts australiens Australian Greens | Gauche Écologie politique                                  | Shane Rattenbury | 10,7 % des voix 1 député  |

## Résultats
|                           |                           |         |       |     |        |               |  |  |  |
| Partis                    | Partis                    | Voix    | %     | +/- | Sièges | +/-           |  |  |  |
|                           | Parti travailliste        | 93 770  | 38,42 | 0,5 | 12     | 4             |  |  |  |
|                           | Parti libéral             | 89 576  | 36,70 | 2,2 | 11     | 3             |  |  |  |
|                           | Verts australiens         | 25 109  | 10,29 | 0,5 | 2      | 1             |  |  |  |
|                           | Parti australien du sexe  | 7 478   | 3,06  | 3,1 | 0      | en stagnation |  |  |  |
|                           | Autres partis             | 28 139  | 11,53 | -   | 0      | en stagnation |  |  |  |
|                           |                           |         |       |     |        |               |  |  |  |
| Votes valides             | Votes valides             | 244 072 | 97,69 |     |        |               |  |  |  |
| Votes blancs et invalides | Votes blancs et invalides | 5 768   | 2,31  |     |        |               |  |  |  |
| Total                     | Total                     | 249 840 | 100   | -   | 25     | 17            |  |  |  |
| Abstentions               | Abstentions               | 33 322  | 11,77 |     |        |               |  |  |  |
| Inscrits / participation  | Inscrits / participation  | 283 162 | 88,23 |     |        |               |  |  |  |